# Nikon 50 mm f/1.8D AF Nikkor

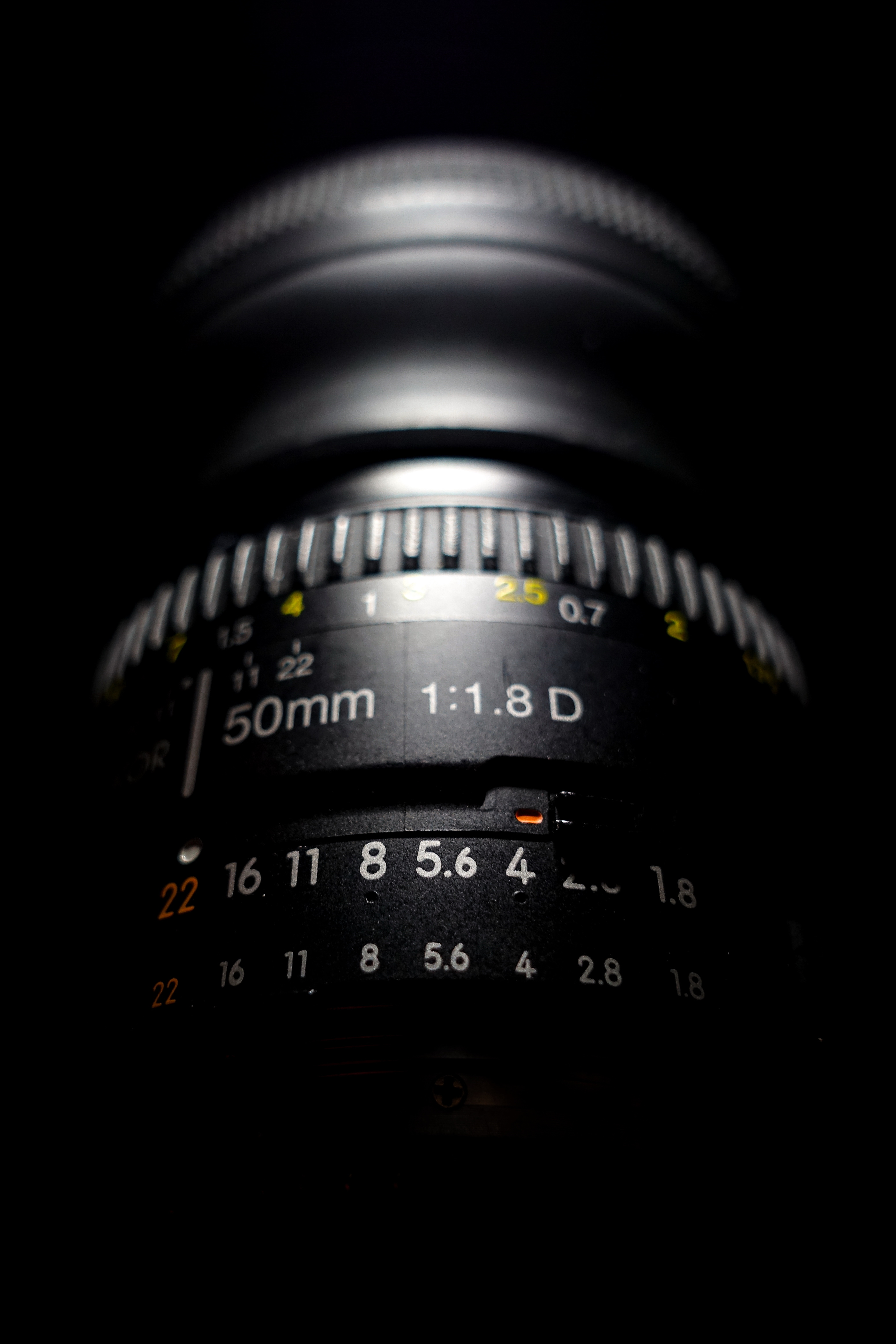
尼康 50 mm f/1.8D AF鏡頭上的光圈標示

尼康 50 mm f/1.8D AF 尼克爾 是尼康在2002年發表製造的50毫米定焦標準鏡頭，用來取代原本沒有測距功能的尼康 50 mm f/1.8 AF 尼克爾（無光圈距离传递功能，即D标识）。

## 特色
50mm定焦鏡頭是35mm相機的標準鏡頭，在尼康DX格式的單鏡反光相機裡，則等效焦距長度大約是相當於75mm（約1比1.54）。由於定焦鏡頭比變焦鏡頭更便宜，更容易生產，並可能有更好的光學特性及性價比。也因為低價而成像銳利，使得這隻鏡頭成為最受歡迎的尼康鏡頭之一。當使用於DX格式相機時所產生的視角以及它的大光圈，還使它成為一顆十分適合於人像攝影的鏡頭。
這顆鏡頭缺乏內置的自動對焦馬達，意味著它搭配在沒有配備對焦連動桿的入門級相機如D40、D40x、D60、D3000、D3100、D3200、D3300、D5100、D5200、D5300上，只能使用手動對焦。如果搭配鏡頭反接環，這顆鏡頭可以反接在相機上或裝另一個鏡頭前面，成為超微距鏡。
AF 50mm F1.8D鏡頭是尼康自1992年開始陸續將自動對焦鏡頭更改為提供距離資料予相機機身以作資料運算的D型鏡头系列中，最遲升級的版本，也是尼康最後一款D型鏡头。自此以後，尼康的鏡頭則朝向G型鏡头（无光圈环设计镜头）發展。意味著以後尼康所公佈的新鏡頭將不支援舊式機械手動相機。

## 連結

### 中文官網
- Nikon 50 mm f/1.8D AF @Nikon香港
- Nikon 50 mm f/1.8D AF @榮泰貿易[永久]

### 其他
- Imatest review Photozone（页面存档备份，存于）
- kenrockwell.com（页面存档备份，存于）